# Italië op de Olympische Winterspelen 1960
Tijdens de Olympische Winterspelen van 1960, die in Squaw Valley (Verenigde Staten) werden gehouden, nam Italië voor de achtste keer deel.

## Medailleoverzicht
| Sport       | Olympiër                | Discipline       | Medaille |
| ----------- | ----------------------- | ---------------- | -------- |
| Alpineskiën | Giuliana Chenal Minuzzo | reuzenslalom (v) | Brons    |

## Deelnemers en resultaten

### Alpineskiën
| Olympiër                | Discipline       | Resultaat | Prestatie                    |
| ----------------------- | ---------------- | --------- | ---------------------------- |
| Bruno Alberti           | afdaling (m)     | 6e        | 2.09,1 (+3,1)                |
| Bruno Alberti           | reuzenslalom (m) | 5e        | 1.50,1 (+1,8)                |
| Bruno Alberti           | slalom (m)       | 20e       | 2.30,6 (+21,7) 1.28,5+1.02,1 |
| Felice De Nicolo        | afdaling (m)     | 25e       | 2.18,1 (+12,1)               |
| Paride Milianti         | afdaling (m)     | 12e       | 2.10,8 (+4,8)                |
| Paride Milianti         | reuzenslalom (m) | 8e        | 1.50,9 (+2,6)                |
| Paride Milianti         | slalom (m)       | 8e        | 2.14,4 (+5,5) 1.10,1+1.04,3  |
| Italo Pedroncelli       | afdaling (m)     | 24e       | 2.16,8 (+10,8)               |
| Italo Pedroncelli       | reuzenslalom (m) | 19e       | 1.53,8 (+5,5)                |
| Italo Pedroncelli       | slalom (m)       | 11e       | 2.19,7 (+10,8) 1.17,2+1.02,5 |
| Carlo Senoner           | reuzenslalom (m) | 17e       | 1.53,1 (+4,8)                |
| Carlo Senoner           | slalom (m)       | 13e       | 2.20,7 (+11,8) 1.18,9+1.01,8 |
|                         |                  |           |                              |
| Giuliana Chenal Minuzzo | reuzenslalom (v) | Brons     | 1.40,2 (+0,3)                |
| Giuliana Chenal Minuzzo | slalom (v)       | 10e       | 1.59,3 (+9,7) 57,4+1.01,9    |
| Carla Marchelli         | afdaling (v)     | 9e        | 1.41,6 (+4,0)                |
| Carla Marchelli         | reuzenslalom (v) | 5e        | 1.40,7 (+0,8)                |
| Carla Marchelli         | slalom (v)       | 15e       | 2.02,9 (+13,3) 1.01,1+1.01,8 |
| Pia Riva                | afdaling (v)     | 4e        | 1.39,9 (+2,3)                |
| Pia Riva                | reuzenslalom (v) | 17e       | 1.42,9 (+3,0)                |
| Jerta Schir             | afdaling (v)     | 5e        | 1.40,5 (+2,9)                |
| Jerta Schir             | reuzenslalom (v) | 15e       | 1.42,6 (+2,7)                |
| Jerta Schir             | slalom (v)       | 20e       | 2.06,2 (+16,6) 1.05,6+1.00,6 |
| Jolanda Schir           | afdaling (v)     | 14e       | 1.44,2 (+6,6)                |
| Jolanda Schir           | slalom (v)       | 35e       | 2.28,1 (+38,5) 1.02,3+1.25,8 |

### Kunstrijden
| Olympiër           | Discipline | Resultaat | Prestatie                  |
| ------------------ | ---------- | --------- | -------------------------- |
| Anna Galmarini     | vrouwen    | 8e        | pc. 79,0; 1295,000 punten  |
| Carla Tichatscheck | vrouwen    | 16e       | pc. 143,0; 1201,100 punten |

### Langlaufen
| Olympiër                                                            | Discipline            | Resultaat | Prestatie                                                   |
| ------------------------------------------------------------------- | --------------------- | --------- | ----------------------------------------------------------- |
| Ottavio Compagnoni                                                  | 30 km (m)             | 17e       | 1:58.55,0 (+7.51,1)                                         |
| Marcello De Dorigo                                                  | 15 km (m)             | 9e        | 52.53,5 (+0.58,0)                                           |
| Federico De Florian                                                 | 50 km (m)             | 16e       | 3:16.23,6 (+17.17,3)                                        |
| Giulio De Florian                                                   | 15 km (m)             | 14e       | 53.11,5 (+1.16,0)                                           |
| Giulio De Florian                                                   | 30 km (m)             | 11e       | 1:56.40,6 (+5.36,7)                                         |
| Alfredo Dibona                                                      | 50 km (m)             | 25e       | 3:33.31,6 (+34.25,3)                                        |
| Pompeo Fattor                                                       | 15 km (m)             | 19e       | 54.13,3 (+2.17,8)                                           |
| Pompeo Fattor                                                       | 30 km (m)             | 14e       | 1:57.40,5 (+6.36,6)                                         |
| Antonio Schenatti                                                   | 50 km (m)             | 21e       | 3:26.32,2 (+27.25,9)                                        |
| Giuseppe Steiner                                                    | 15 km (m)             | 20e       | 54.31,1 (+2.35,6)                                           |
| Giuseppe Steiner                                                    | 30 km (m)             | dnf       | opgave                                                      |
| Livio Stuffer                                                       | 50 km (m)             | 18e       | 3:20.43,4 (+21.37,1)                                        |
| Giulio De Florian Giuseppe Steiner Pompeo Fattor Marcello De Dorigo | 4x10 km estafette (m) | 5e        | 2:22.32,5 (+3.46,9) (35.37,0 / 35.59,0 / 35.30,0 / 35.26,5) |

### Noordse combinatie
| Olympiër   | Discipline | Resultaat | Prestatie                                   |
| ---------- | ---------- | --------- | ------------------------------------------- |
| Enzo Perin | mannen     | 14e       | 432,290 punten schans: 207,0 15 km: 225,290 |

### Schaatsen
| Olympiër       | Discipline   | Resultaat | Prestatie         |
| -------------- | ------------ | --------- | ----------------- |
| Renato De Riva | 500 m (m)    | 39e       | 44,1 (+3,9)       |
| Renato De Riva | 1500 m (m)   | 27e       | 2.20,6 (+10,2)    |
| Renato De Riva | 5000 m (m)   | 26e       | 8.32,4 (+41,1)    |
| Renato De Riva | 10.000 m (m) | 14e       | 16.45,7 (+59,1)   |
| Mario Gios     | 500 m (m)    | 32e       | 43,3 (+3,1)       |
| Mario Gios     | 1500 m (m)   | 20e       | 2.18,6 (+8,2)     |
| Mario Gios     | 5000 m (m)   | 16e       | 8.20,3 (+29,0)    |
| Mario Gios     | 10.000 m (m) | 18e       | 17.06,3 (+1.19,7) |
| Antonio Nitto  | 500 m (m)    | 36e       | 43,7 (+3,5)       |
| Antonio Nitto  | 1500 m (m)   | 25e       | 2.19,6 (+9,2)     |
| Antonio Nitto  | 5000 m (m)   | 31e       | 8.40,4 (+49,1)    |

### Schansspringen
| Olympiër         | Discipline | Resultaat | Prestatie                  |
| ---------------- | ---------- | --------- | -------------------------- |
| Dino De Zordo    | mannen     | 24e       | 198,8 punten (85,5+77,0 m) |
| Nilo Zandanel    | mannen     | 36e       | 184,8 punten (84,0+71,0 m) |
| Enzo Perin       | mannen     | 37e       | 181,6 punten (75,0+76,0 m) |
| Luigi Pennacchio | mannen     | 39e       | 171,2 punten (70,5+72,5 m) |

Argentinië · Australië · Bulgarije · Canada · Chili · Denemarken · Duits eenheidsteam · Finland · Frankrijk · Groot-Brittannië · Hongarije · IJsland · Italië · Japan · Libanon · Liechtenstein · Nederland · Nieuw-Zeeland · Noorwegen · Oostenrijk · Polen · Sovjet-Unie · Spanje · Tsjecho-Slowakije · Turkije · Verenigde Staten · Zuid-Afrika · Zuid-Korea · Zweden · Zwitserland